# Plans de la Serra (Pinell de Solsonès, Alzinosa)
Els Plans de la Serra és un pla ocupat per bosc i camps de cultiu situat al nord-oest de la masia de l'Alzinosa, al poble de Madrona, municipi de Pinell de Solsonès, comarca del Solsonès.